# Panel SED
El Panel SED es un tipo de panel visualizador para pantallas planas caracterizado por usar la tecnología de las pantallas de tubo tradicionales (CRT) para cada uno de los puntos (píxeles) mostrados en pantalla. Cada pixel es un micro tubo de rayos catódicos. En principio, este tipo de paneles ofrece las ventajas de los tubos de imagen y los TFT, sin los defectos de ambos. De esta manera se consigue mejorar el contraste y el ángulo de visión sin aumentar el consumo. También permite ampliar las dimensiones de la pantalla con respecto a las pantallas de tecnología TFT o las de plasma.
El proyecto ha sido desarrollado conjuntamente por Canon y Toshiba.

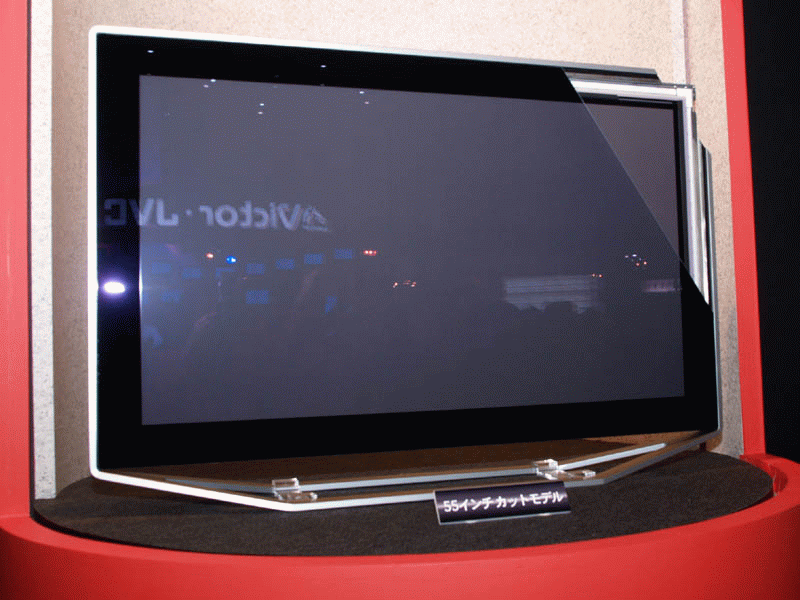
Prototipo de televisión SED.

## Objetivos y desarrollo
El panel SED (Surface-conduction Electron-emitter Display o panel de emisiones de electrones dirigidos) fue pensado y creado para mejorar la tecnología con la que cuentan los televisores planos. Este tipo de panel pretende cubrir las necesidades requeridas para la alta definición en todos los campos relacionados con la imagen digital (desde su aplicación en televisores, como en la aplicación para la fotografía y películas).
El proyecto empezó a mediados de los años 80 por Canon, y más tarde, en 1999 tuvo un gran apoyo por parte Toshiba, multinacional dedicada a la electrónica. Esta unión plantea la creación de un proyecto común bajo un mismo nombre, de esta manera aparece esta tecnología con el nombre de SED Inc. Además, el desarrollo de esta tecnología se ha acelerado vertiginosamente con perspectivas para poderla comercializar en el 2007 (previsión de venta en el mercado sin confirmar). La compañía prevé pantallas que soporten más de 40 pulgadas.

## Tecnología
La tecnología utilizada para estos paneles aún está en fase de desarrollo y no hay especificaciones de cómo va a funcionar exactamente. El principio radica en el de las televisiones normales de Tubo de Rayos Catódicos, (CRT). En los CRT, un haz de electrones es focalizado hacia cada píxel para iluminarlo según convenga. En la tecnología SED este procedimiento se "simplifica" porque se utiliza un haz de electrones individual para cada píxel, el cual iluminará posteriormente el fósforo encargado de producir la luz que hará brillar los colores primarios RGB de cada píxel. Gracias a esto no habrá que dirigir y focalizar un único rayo de electrones sobre una matriz de píxeles, sino que hay que montar millones de rayos de electrones sobre un panel SED. Uno para cada píxel.
Así pues, cada píxel tendrá su propio cañón de electrones. Este cañón de electrones se forma a partir de dos electrodos muy pequeños (microscópicos) separados por unos nanómetros de distancia. A estos electrodos se les aplica una tensión de 16 voltios que "atraviesa" los nanómetros que separa los electrodos. Fruto de este "salto" entre electrodos, la corriente genera electrones que salen disparados hacia todas las direcciones. Para canalizar estos electrones hasta el fósforo que lo hará brillar se utiliza un campo eléctrico de 10 Kilovoltios hacia la dirección donde esté el fósforo. De esta manera se genera un haz de electrones unidireccional que impacta sobre el fósforo perteneciente a un determinado píxel.
Para formar una imagen entera se necesitan cientos de miles de píxeles (millones en alta definición). Por lo tanto actualmente se está estudiando la colocación de los cañones de electrones en un reducido espacio, sin que ello signifique una pérdida de funcionalidad por parte de dichos cañones o una pérdida de homogeneidad en la imagen.

## Características y ventajas
Al utilizar una tecnología tan parecida a la de CRT, todas las características y logros alcanzados con dicha tecnología podrán ser aplicados a las pantallas SED. Los televisores que utilicen paneles SED tendrán una calidad de imagen igual a todos los televisores CRT, consiguiendo mejorar de una manera excelente las deficiencias de los aparatos de pantalla plana LCD, Plasma o TFT. 
- El color, el contraste y la luminosidad serán iguales o mejores que los CRT.
- No habrá ningún problema para el ángulo de visión de la pantalla (De este modo no habrá cambios de color y brillo desde diferentes ángulos).
- Su consumo rebaja 2/3 la potencia utilizada en un CRT. 1/3 con respecto a la utilizada en los LCD.
- Tolerará temperaturas desde los -40 °C a los +85 °C.
- El proceso de fabricación es más sencillo que el de las pantallas LCD.
- No habrá problemas con el refresco de la imagen y su fluidez ya que utilizarán la misma velocidad de refresco que un televisor CRT normal.
- El color negro alcanzará mayor calidad.[1]

## Comercialización
Se esperaba su comercialización a mediados del año 2007. Sus bajos costes de fabricación y su gran calidad habrían hecho esta tecnología muy competitiva con todas las gamas de televisores planos. Sin embargo distintos problemas de diseño y producción (problemas de patentes realmente), sumados al gran descenso en el precio de los paneles LCD y los éxitos en otra tecnología como la OLED, ponen en serias dudas la futura adopción de la tecnología SED.

## Enlaces relacionados
- Página oficial de SED
- Página en inglés sobre SED
- Página en francés sobre SED
- Portal de información sobre paneles OLED y su relación con los SED (eng)[2]
- Página explicativa y comparativa de las tecnologías SED-tv o OLED tv (esp)
- Notícias de SED (eng)
- Fabricación de SED (eng)
- Artículos de notícias de Toshiba(eng)
- Artículo de SED (esp)
- Artículos de SED (eng)
- IGN: Previsión CES 2006 (eng)
- Infoportal a cerca de SED TV (eng)